# Villavellid
Villavellid ist ein nordspanisches Dorf und Hauptort einer Gemeinde (municipio) mit 53 Einwohnern (Stand: 2024) in der Provinz Valladolid in der Autonomen Gemeinschaft Kastilien-León. 

## Lage und Klima
Villavellid liegt in der Region Tierra de Campos auf der kastilischen Hochebene in einer Höhe von ca. 725 m. Die Provinzhauptstadt Valladolid befindet sich mit ihrem Stadtzentrum etwa 50 Kilometer (Fahrtstrecke) ostsüdöstlich. 
Das Klima im Winter ist durchaus kalt, im Sommer dagegen warm bis heiß; die eher spärlichen Regenfälle (ca. 493 mm/Jahr) fallen überwiegend im Winterhalbjahr.

## Bevölkerungsentwicklung
| Jahr      | 1970 | 1981 | 1991 | 2001 | 2011 | 2021 |
| Einwohner | 181  | 137  | 75   | 71   | 72   | 51   |

## Sehenswürdigkeiten
- Burganlage von Villavellid
- Michaeliskirche (Iglesia de San Miguel Arcángel)
- Marienkirche (Iglesia de Santa María)

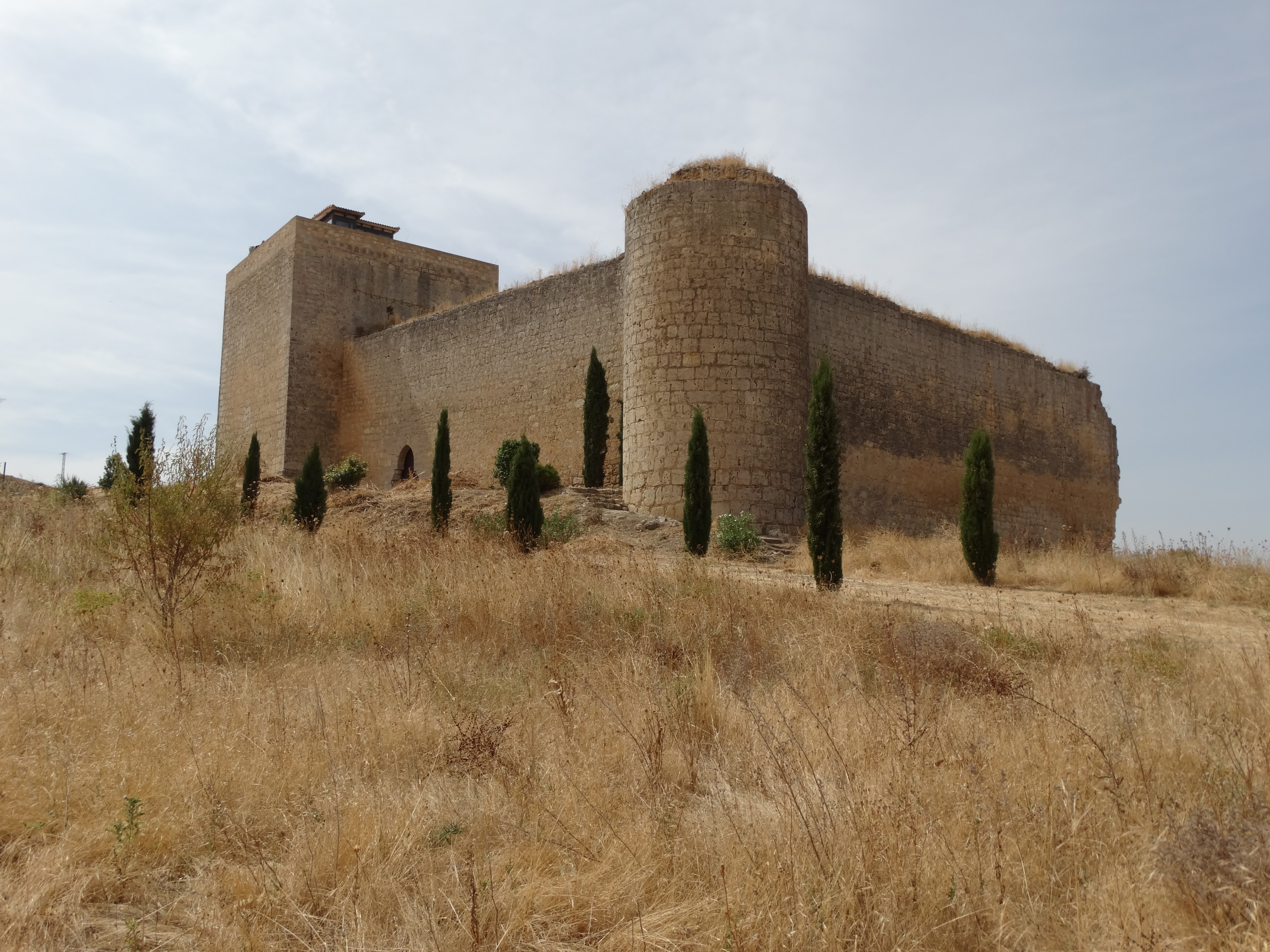
Burganlage
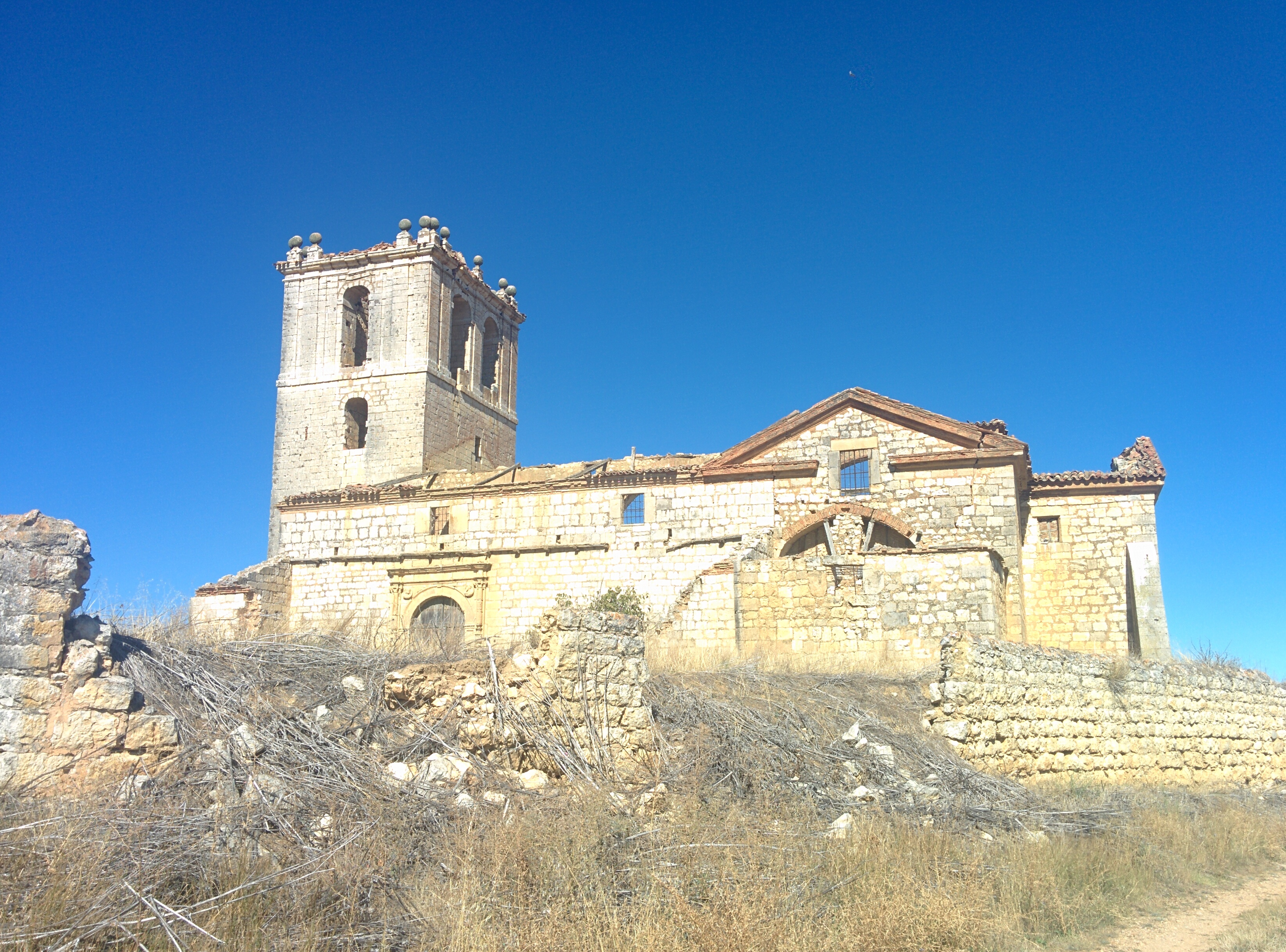
Michaeliskirche
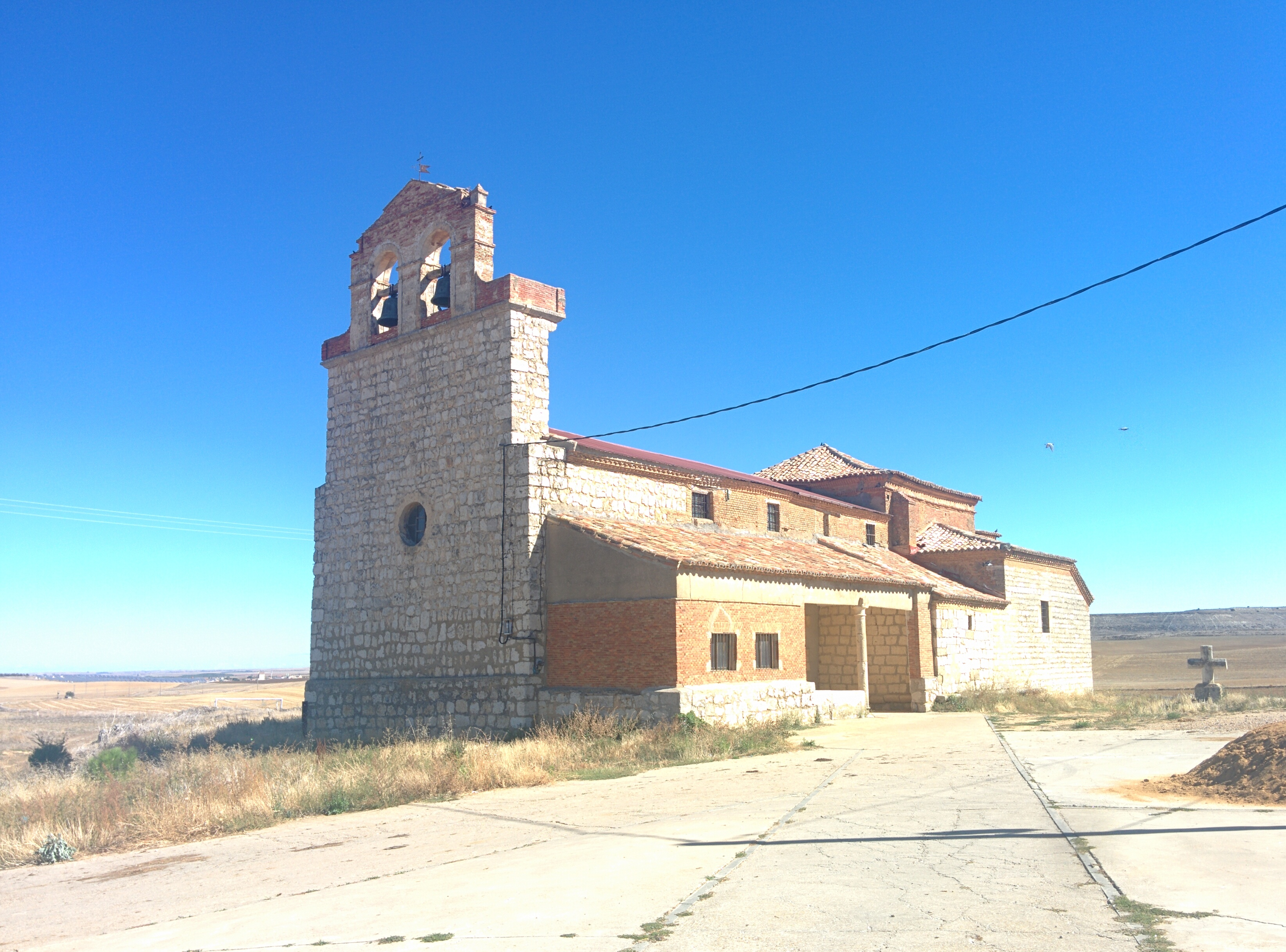
Marienkirche
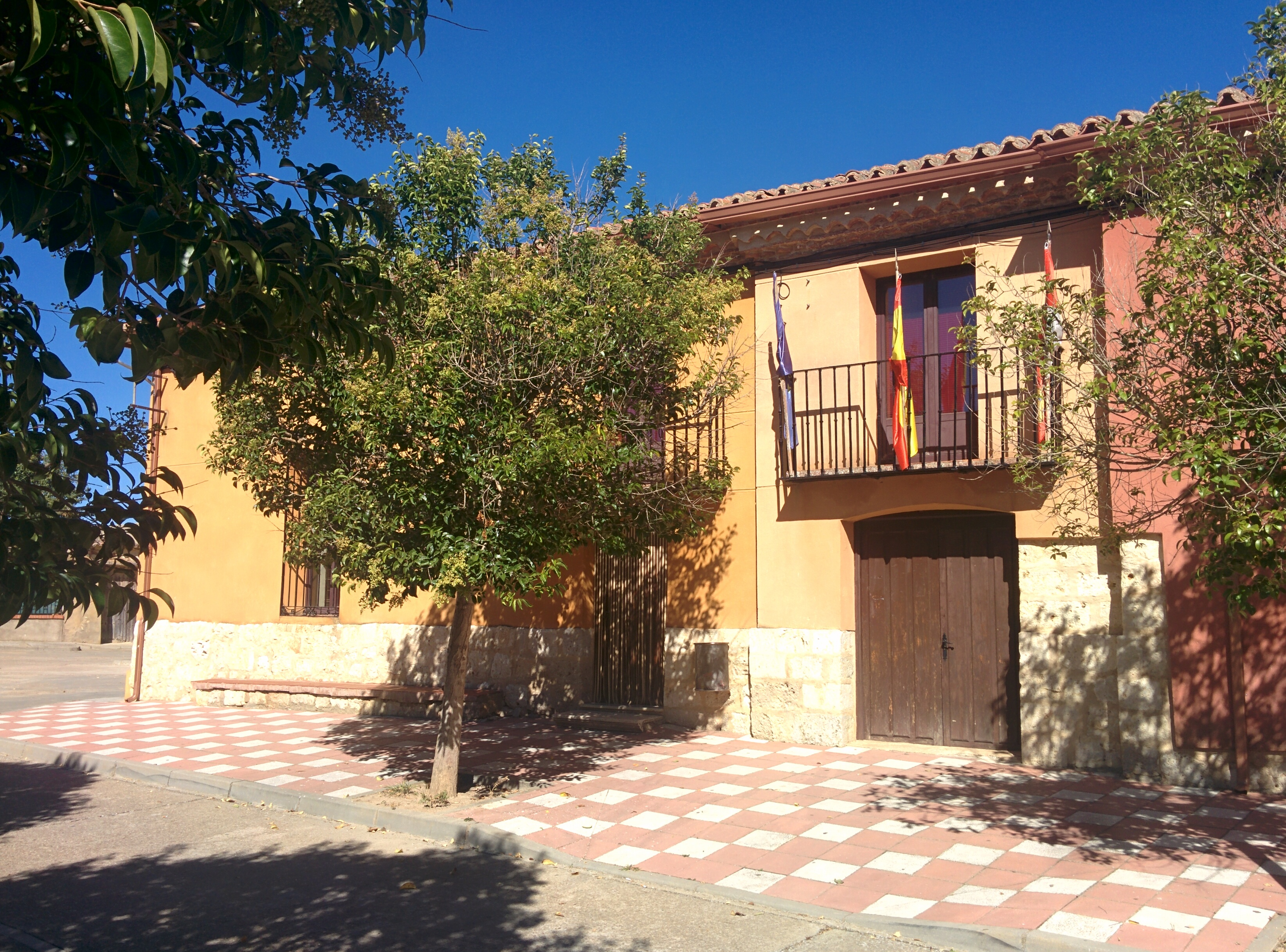
Rathaus